# STS-130
La STS-130 è una missione spaziale del Programma Space Shuttle, la 32° verso la Stazione spaziale internazionale e il volo di assemblaggio 20A. Il lancio dello Endeavour, inizialmente previsto per il 7 febbraio 2010 e rimandato a causa della presenza di nuvole basse, è avvenuto dal Kennedy Space Center l'8 febbraio 2010 alle ore 9:14 UTC.
Lo scopo della missione è il trasporto e l'installazione dei moduli Tranquility (precedentemente noto come Node 3) e Cupola. Sono state effettuate 3 passeggiate spaziali (EVA).
Endeavour ha poi fatto ritorno sulla terra il 22 febbraio, atterrando al Kennedy Space Center.
Sono stati utilizzati gli SSME 2059/2061/2057; l'ET-134 e i SRB Bi141/RSRM 109

## Equipaggio
| Ruolo                   | Equipaggio                           | Equipaggio                           |
| ----------------------- | ------------------------------------ | ------------------------------------ |
| Comandante              | George D. Zamka, NASA Secondo volo   | George D. Zamka, NASA Secondo volo   |
| Pilota                  | Terry Virts, NASA Primo volo         | Terry Virts, NASA Primo volo         |
| Specialista di missione | Robert L. Behnken, NASA Secondo volo | Robert L. Behnken, NASA Secondo volo |
| Specialista di missione | Kathryn P. Hire, NASA Secondo volo   | Kathryn P. Hire, NASA Secondo volo   |
| Specialista di missione | Nicholas Patrick, NASA Secondo volo  | Nicholas Patrick, NASA Secondo volo  |
| Specialista di missione | Stephen Robinson, NASA Quarto volo   | Stephen Robinson, NASA Quarto volo   |

## Statistiche della missione
- 161ª missione umana Americana nello spazio.
- 130ª missione Shuttle.
- 105ª missione dopo il disastro del Challenger
- 17ª missione dopo il disastro del Columbia
- 24ª missione dell'Endeavour
- 32ª missione di assemblaggio della ISS
- 77° lancio dal pad 39A

## Stemma
Lo stemma, di forma esagonale, rappresenta la Cupola, un componente della stazione spaziale che permette agli astronauti non solo di monitorare molte operazioni, ma anche studiare il nostro pianeta natale. L'immagine della Terra è tratta dalla prima immagine del pianeta scattata dalla Luna dal Lunar Orbiter I il 23 agosto 1966. Lo Space Shuttle Endeavour è rappresentato mentre si avvicina alla stazione spaziale, per sottolineare il ruolo di primo piano che ha avuto per la ISS.

## Missione

### Pre-lancio

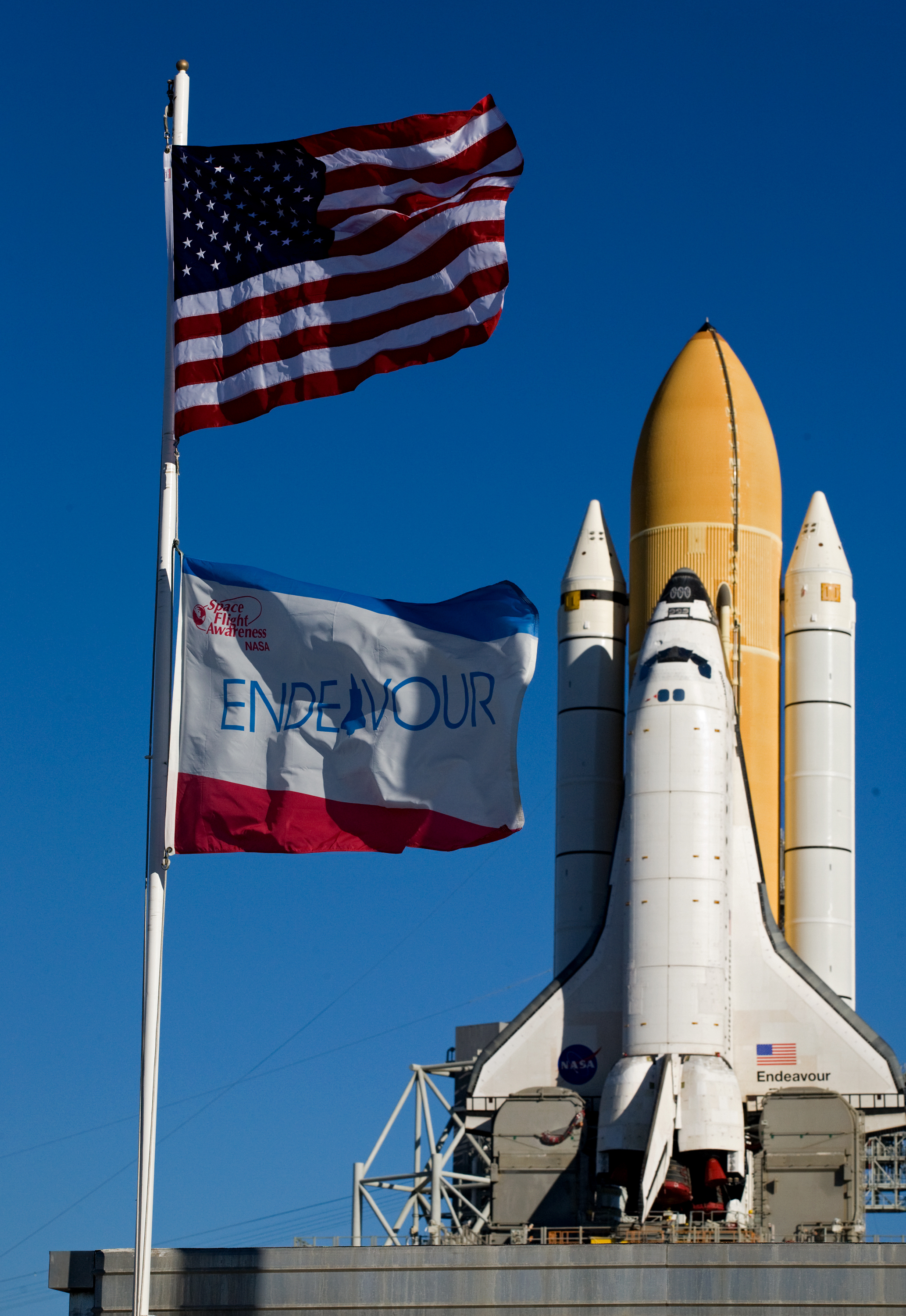
L'Endeavour arriva alla piattaforma 39A il 6 gennaio 2010 per la missione STS-130

L'Endeavour è stato portato dal suo hangar nell'Orbiter Processing Facility 2 al Vehicle Assembly Building l'11 dicembre 2009.
Lo spostamento dal VAB alla piattaforma 39A è iniziato alle 04:13 EST del 6 gennaio 2010. La distanza di 5,4 km è stata percorsa in 6 ore e 24 minuti.

## Cronologia

### Lunedì 8 febbraio (1º giorno, decollo)
La navetta Endeavour è stata correttamente lanciata alle 04:14:08 EST (09:14:08 UTC). Una volta raggiunta l'orbita, l'equipaggio ha aperto le porte della stiva, attivato i radiatori e dispiegata l'antenna in banda Ku. L'equipaggio ha inoltre inviato con successo a terra le immagini del serbatoio esterno, riprese durante le fasi di decollo.

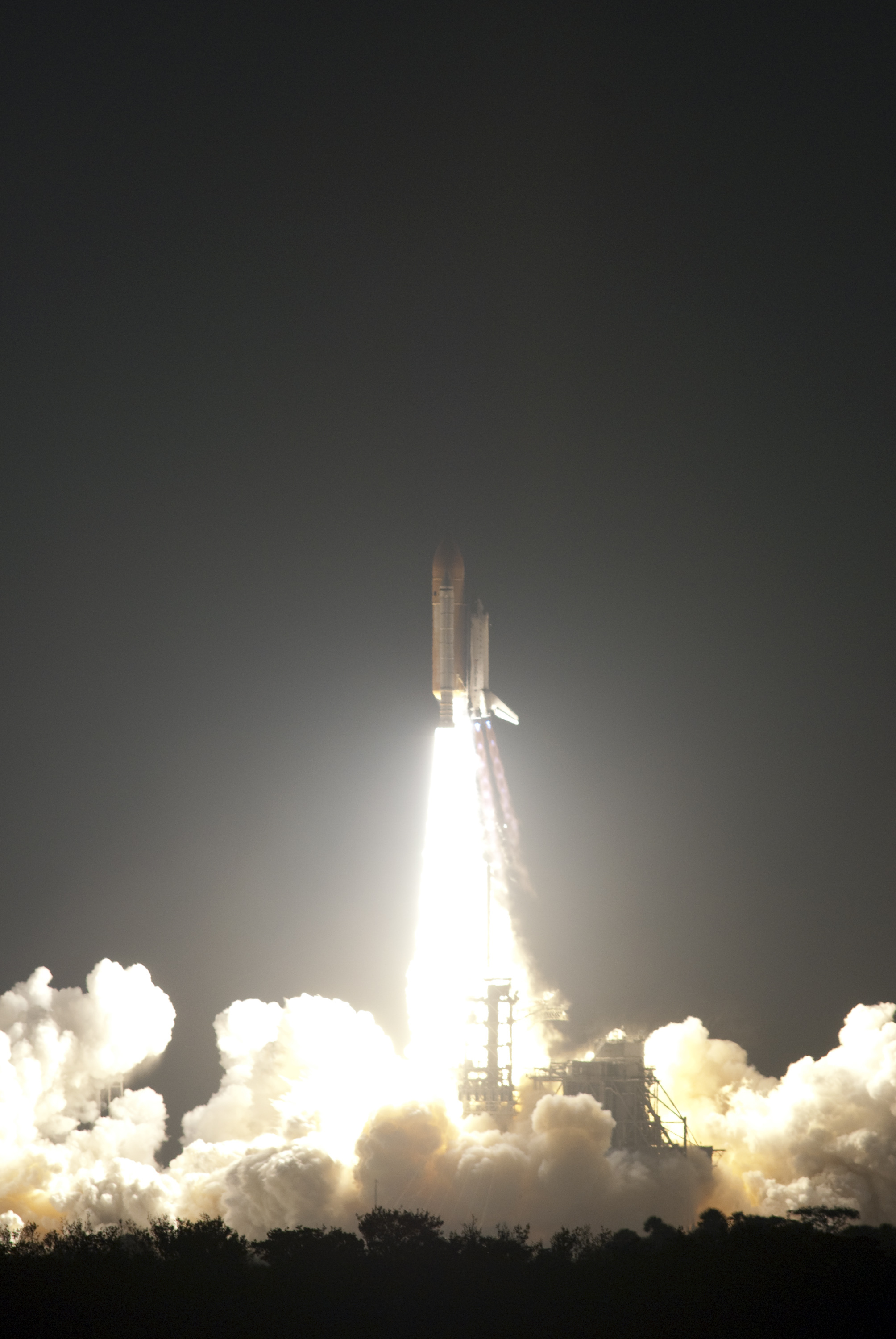
Lo Space Shuttle Endeavour decolla dal Kennedy Space Center, 8 febbraio 2010.
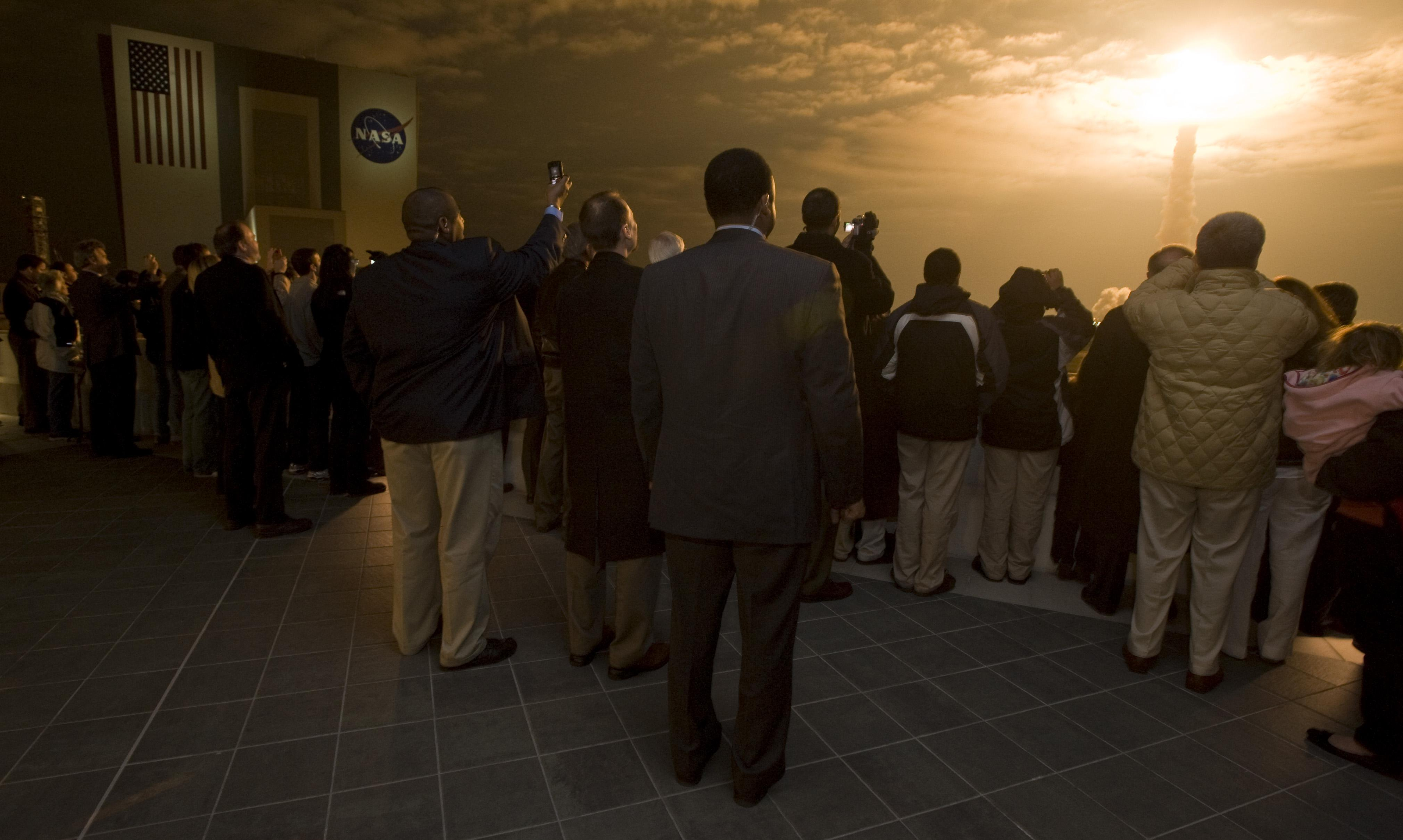
Alcuni ospiti osservano il lancio dalla terrazza dell'Operations Support Building II.
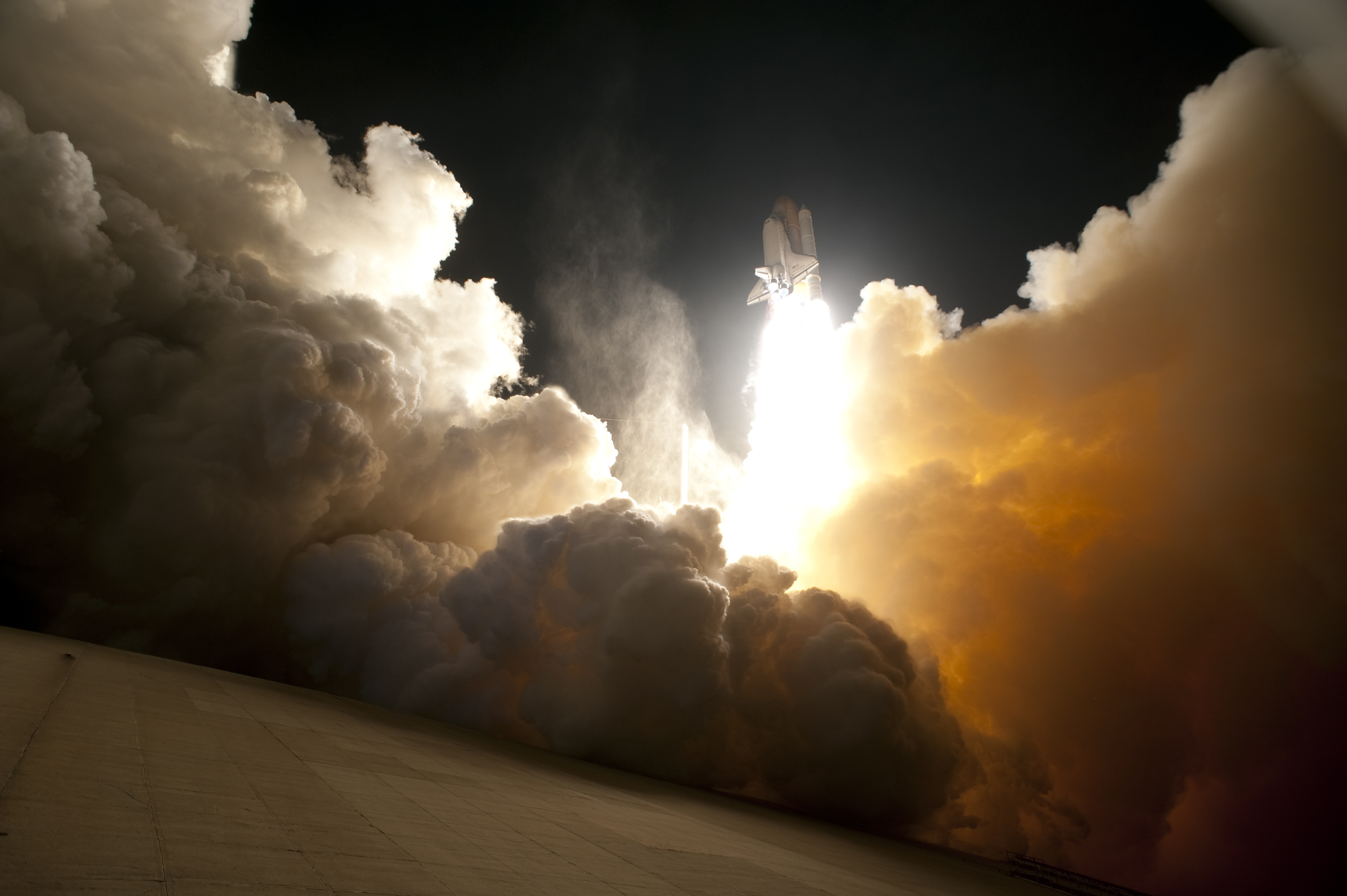
Una nuvola di gas esausti durante il lancio dal Pad 39A.
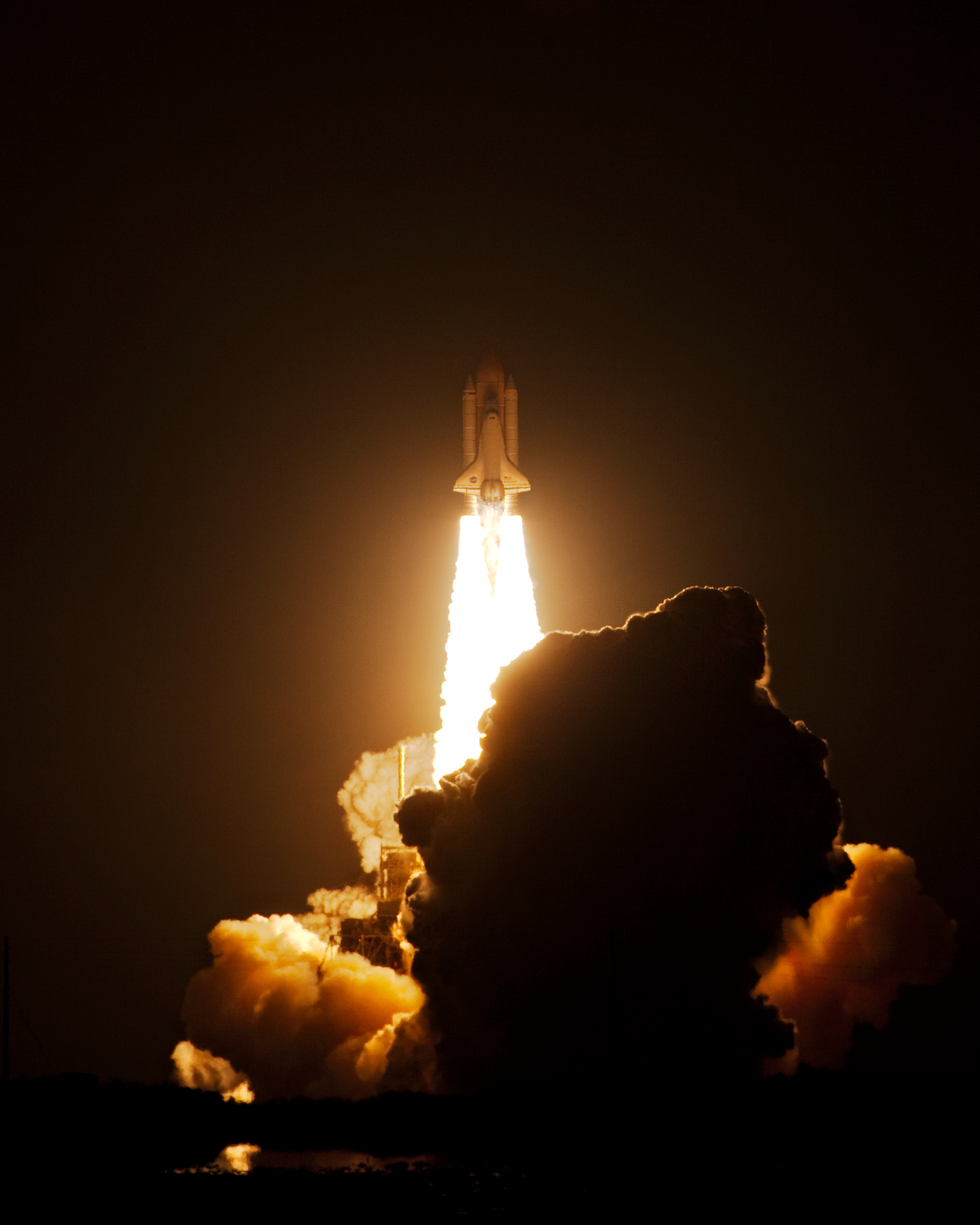
Altra vista del lancio.
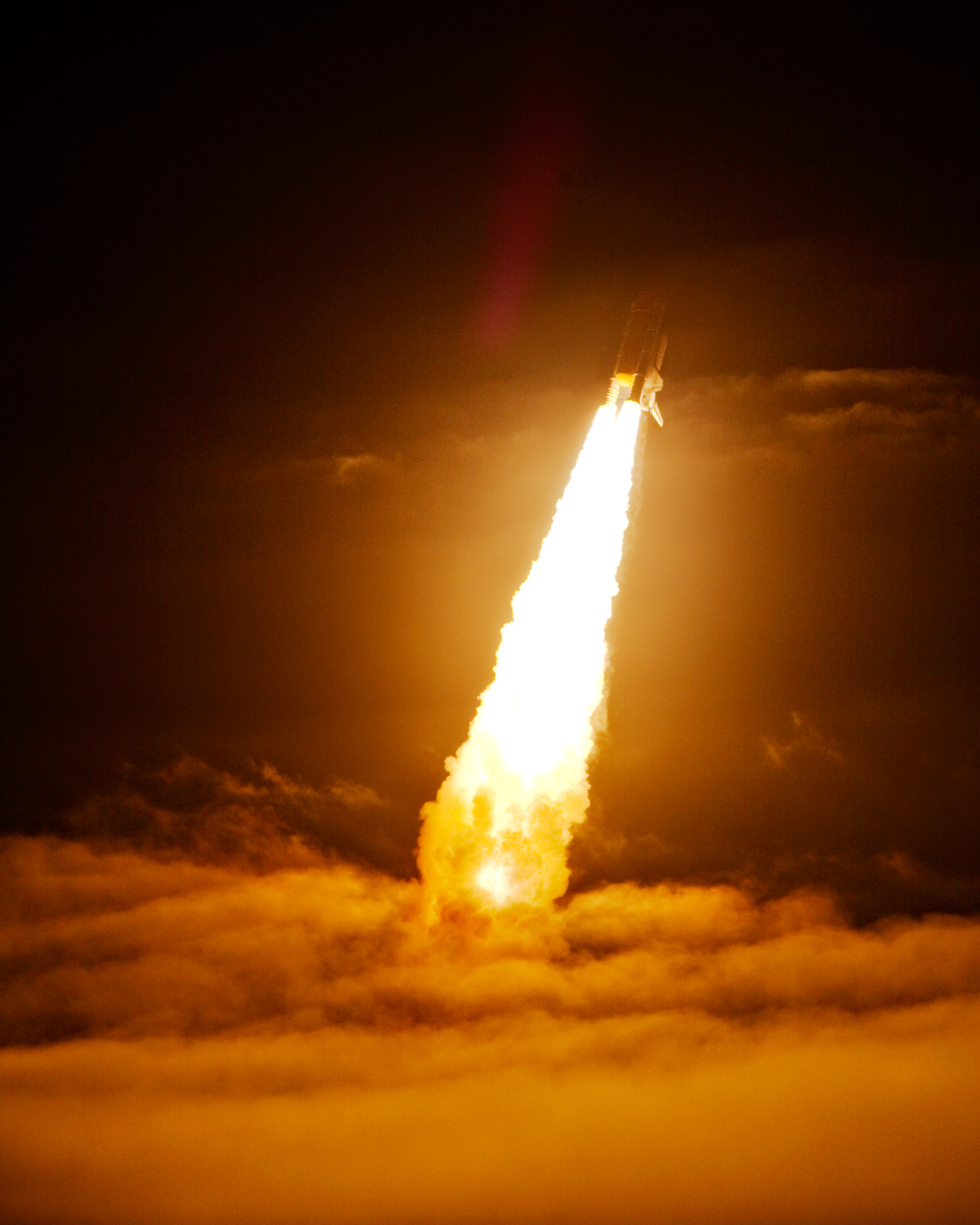
L'Endeavour durante le prime fasi del volo.
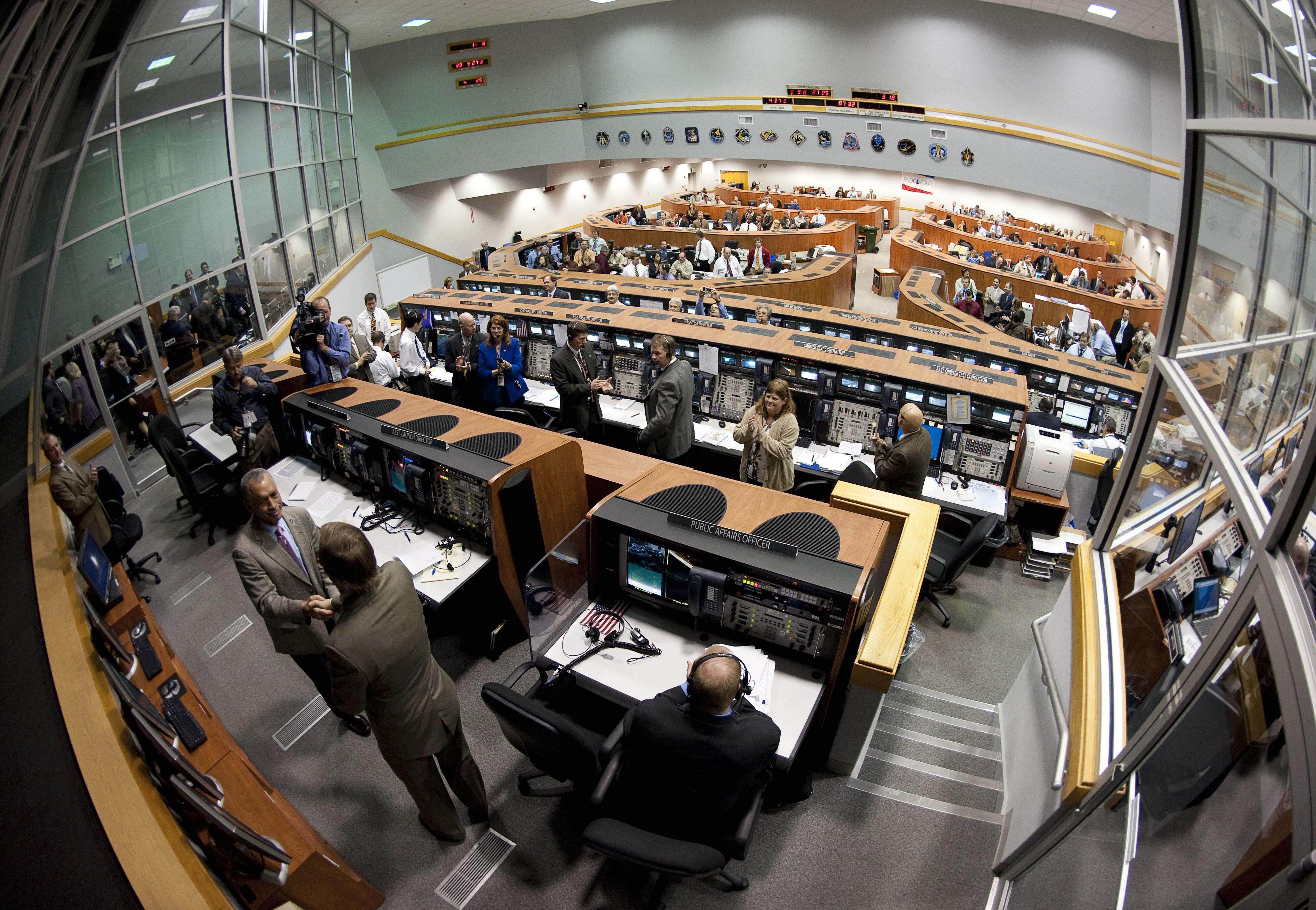
Bolden, a sinistra, si congratula con Leinbach e il team di lancio nella Firing Room Four a seguito del successo del lancio.

### Martedì 9 febbraio (2º giorno)
L'equipaggio, per gran parte della giornata, è stato occupato nelle ispezioni standard del sistema di protezione termica dello Space Shuttle (TPS). Tutti e sei i membri dell'equipaggio si sono impegnati in questo compito. Inoltre gli astronauti Bob Behnken e Nick Patrick hanno iniziato i controlli e la preparazione delle tute spaziali che andranno ad utilizzare nelle tre attività extraveicolari previste. Sono stati condotti controlli sulle strumentazioni che verranno utilizzate per il rendezvous con la Stazione spaziale internazionale (ISS).

### Mercoledì 10 febbraio (3º giorno)
Durante la prima parte della giornata di lavoro l'equipaggio si è dedicato ad una serie di manovre per raggiungere la Stazione Spaziale Internazionale. Una volta che lo Shuttle si è trovato a 180 metri dalla ISS, il comandante George Zamka ha iniziato quella che è conosciuta come la manovra di Rendezvous Pitch. Durante questa operazione, il comandante della ISS Jeffrey Williams e l'ingegnere di volo Oleg Kotov hanno scattato delle foto allo scudo termico dello Shuttle per una successiva analisi della sua integrità. L'aggancio tra l'Endeavour e la ISS, è avvenuto alle 05:26 UTC (00:06 EST). Dopo il controllo di eventuali perdite, il passaggio tra le due è stato aperto alle 06:26 UTC (01:26 EST). L'equipaggio di Expedition 22 e STS-130 hanno poi intrapreso una cerimonia standard e effettuato un briefing sulle norme di sicurezza. In seguito, il comandante George Zamka, Bob Behnken e Steve Robinson hanno iniziato a trasferire le tute spaziali che Behnken e Nick Patrick andranno ad usare nelle tre passeggiate spaziali.

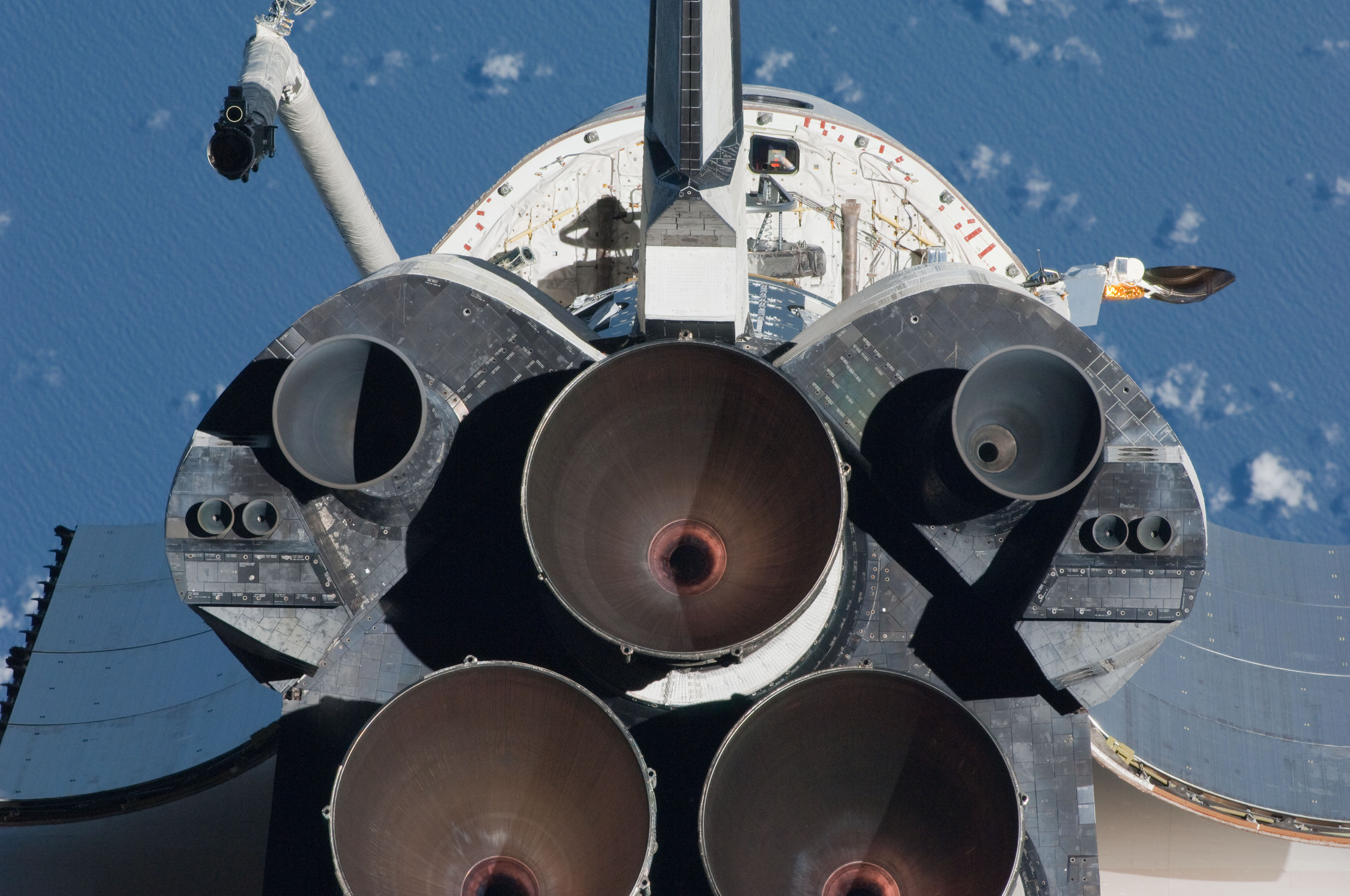
Immagine della poppa dell'Endeavour ripresa durante l'avvicinamento alla stazione
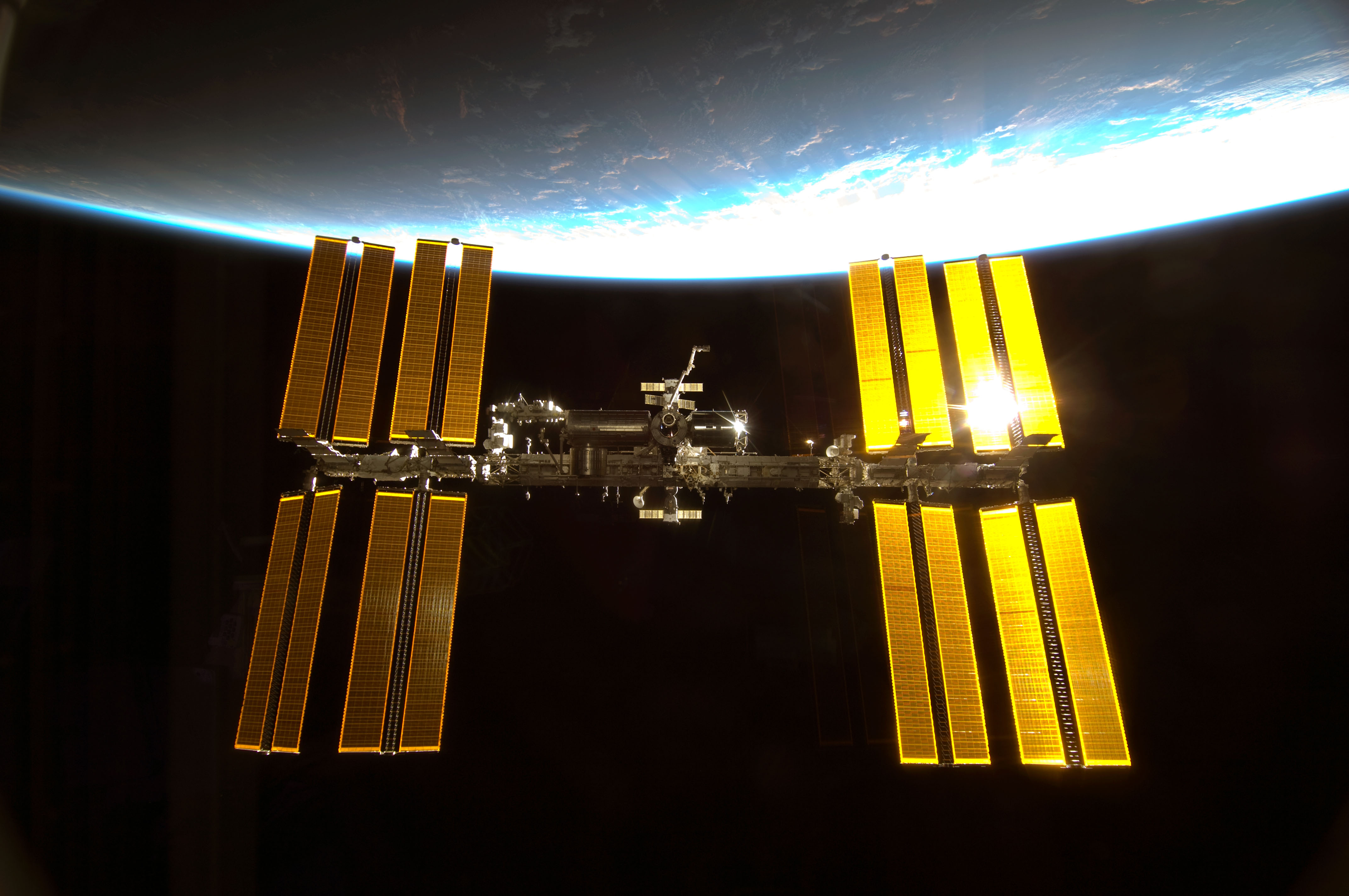
La stazione spaziale fotografata da un membro dell'equipaggio dello shuttle
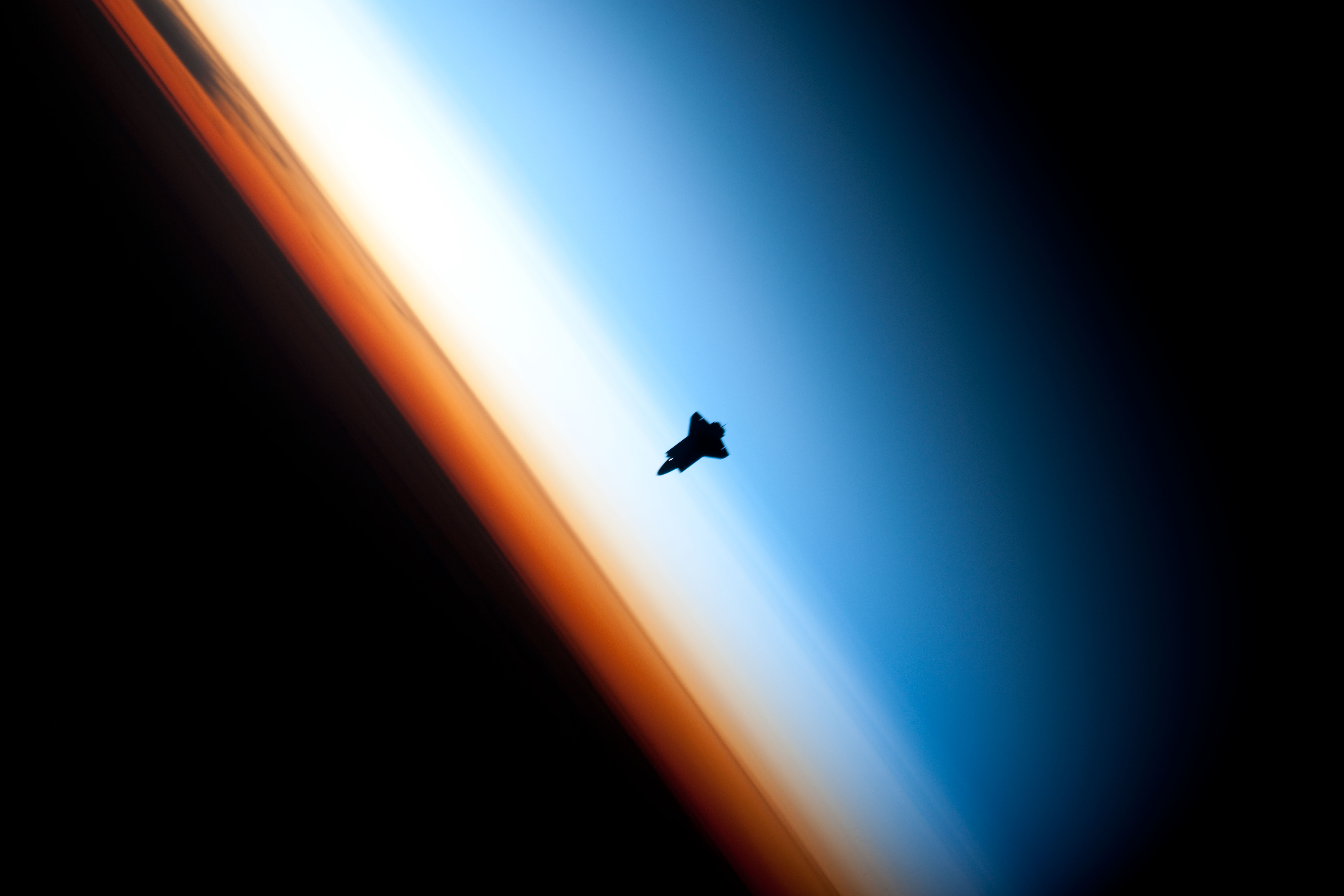
L'Endeavour in avvicinamento alla stazione spaziale

### Giovedì 11 febbraio (4º giorno)
Nella quarta giornata di volo Nick Patrick e Bob Behnken hanno preparato le attrezzature necessarie per la passeggiata spaziale prevista per il giorno successivo. L'equipaggio ha inoltre seguito una serie di operazioni per preparare il lavoro dei giorni seguenti. Dopo aver pranzato insieme, l'equipaggio di STS-130, il comandante dell'ISS Jeff Williams e l'ingegnere di volo Timothy Creamer hanno partecipato ad un evento mediatico con la stazione televisiva di Sacramento (California), Mobile (Alabama) e la stazione radio di St. Louis (Missouri). Prima di andare a dormire l'equipaggio ha ripassato le procedure per la giornata successiva. Nick Patrick e Bob Behnken si sono recati nel Quest Airlock per passare la notte ad una pressione leggermente inferiore (10,2 psi invece dei 14,6 psi presenti nella stazione) e hanno respirato ossigeno puro per un'ora prima di prendere sonno. Questo procedura evita problemi dovuti alle malattie da decompressione.

### Venerdì 12 febbraio (5º giorno)

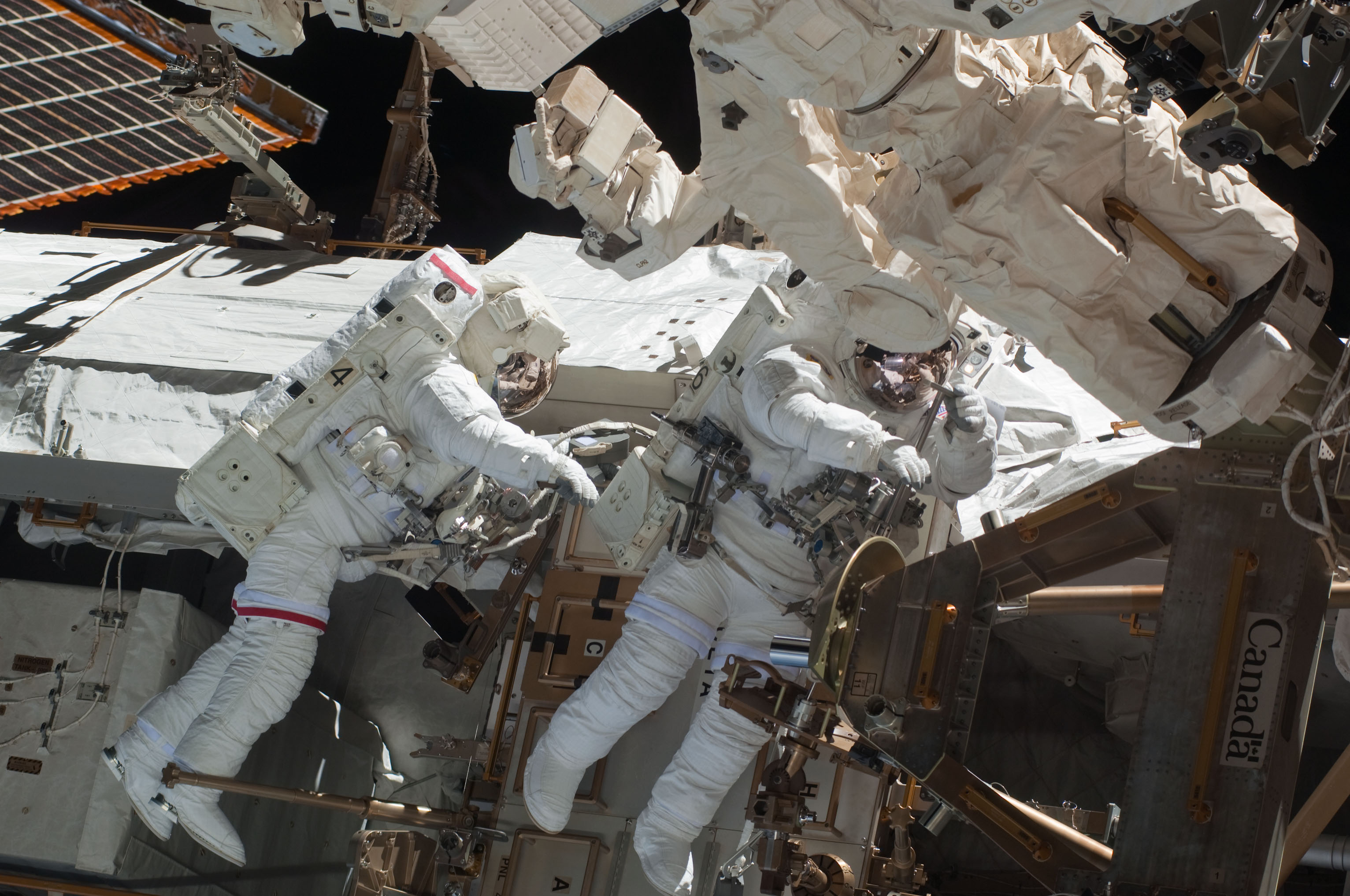
Gli astronauti Behnken e Patrick durante la prima passeggiata spaziale

Il Flight day 5 ha visto gli astronauti Nick Patrick e Bob Behnken compiere la prima passeggiata spaziale della missione, che è iniziata alle 02:17 UTC. Il primo obiettivo è stato quello di raggiungere la zona di carico di Endeavour e prepararlo per il rilascio del modulo Tranquility e di Cupola. Una volta fatto, il modulo Tranquility è stato spostato verso una porta del modulo Unity usando il braccio robotico della stazione. La passeggiata spaziale ha poi avuto termine 6 ore e mezzo più tardi, il venerdì alle 08:49 UTC.

### Sabato 13 febbraio (6º giorno)
In questo giorno l'equipaggio ha provveduto ad aprire il portellone verso il nuovo modulo Tranquillity per la prima volta. Gli astronauti George Zamka, Terry Virts, Stephen Robinson and Kay Hire hanno iniziato ad allestire internamente il modulo, mentre Terry Virts e Kay Hire hanno preparato la Cupola per essere posta all'estremità di Node 3.
Successivamente Kay Hire and Terry Virts hanno partecipato ad interviste con i giornalisti. Al termine della giornata l'equipaggio ha effettuato i preparativi e i controlli sulle tute per la passeggiata spaziale del giorno successivo.

### Domenica 14 febbraio (7º giorno)

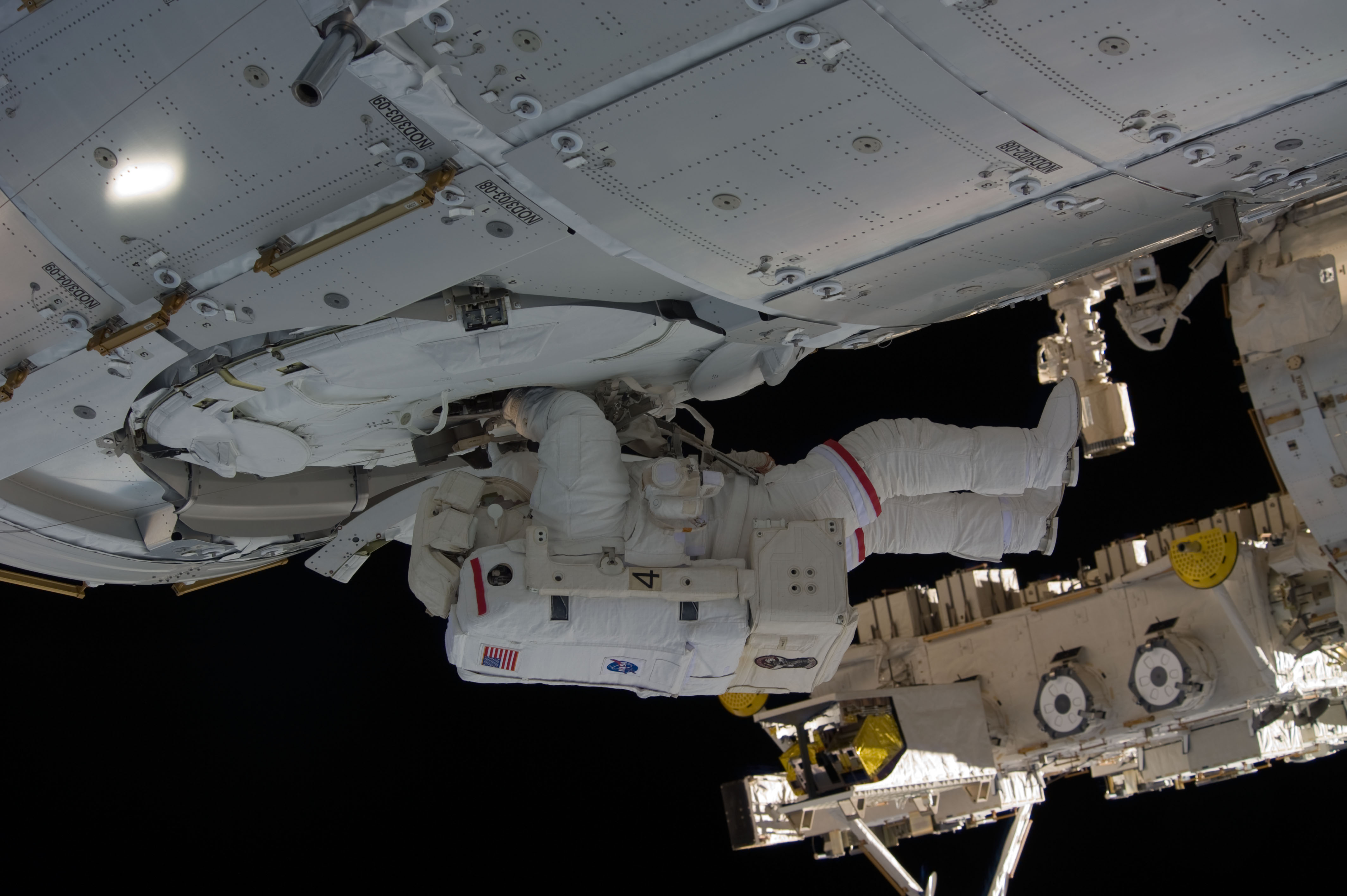
L'astronauta Robert Behnken durante la seconda passeggiata spaziale

La seconda delle tre passeggiate spaziali previste è stata compiuta durante la settima giornata. Bob Behnken e Nick Patrick hanno completato il lavoro in 5 ore e 54 minuti
. Le attività extraveicolari hanno incluso l'installazione dei circuiti di raffreddamento, di rivestimenti termici per proteggere i tubi dove circola l'ammoniaca, l'allestimento del lato del modulo Tranquility per poter installare la Cupola, l'installazione di corrimani e di una valvola di scarico (non-propulsive vent valve). 
Durante la passeggiata spaziale, gli astronauti Terry Virts e Kathryn Hire, assieme al comandante della stazione spaziale Jeffrey Williams, Soichi Noguchi e T.J. Creamer hanno continuato l'allestimento del mmodulo Tranquility, tra cui l'installazione del sistema di ventilazione, la connessione dei cablaggi elettrici e dei computer e la configurazione degli strumenti. 
L'equipaggio ha poi ricevuto la notizia che la missione è stata estesa di un giorno.

### Lunedì 15 febbraio (8º giorno)

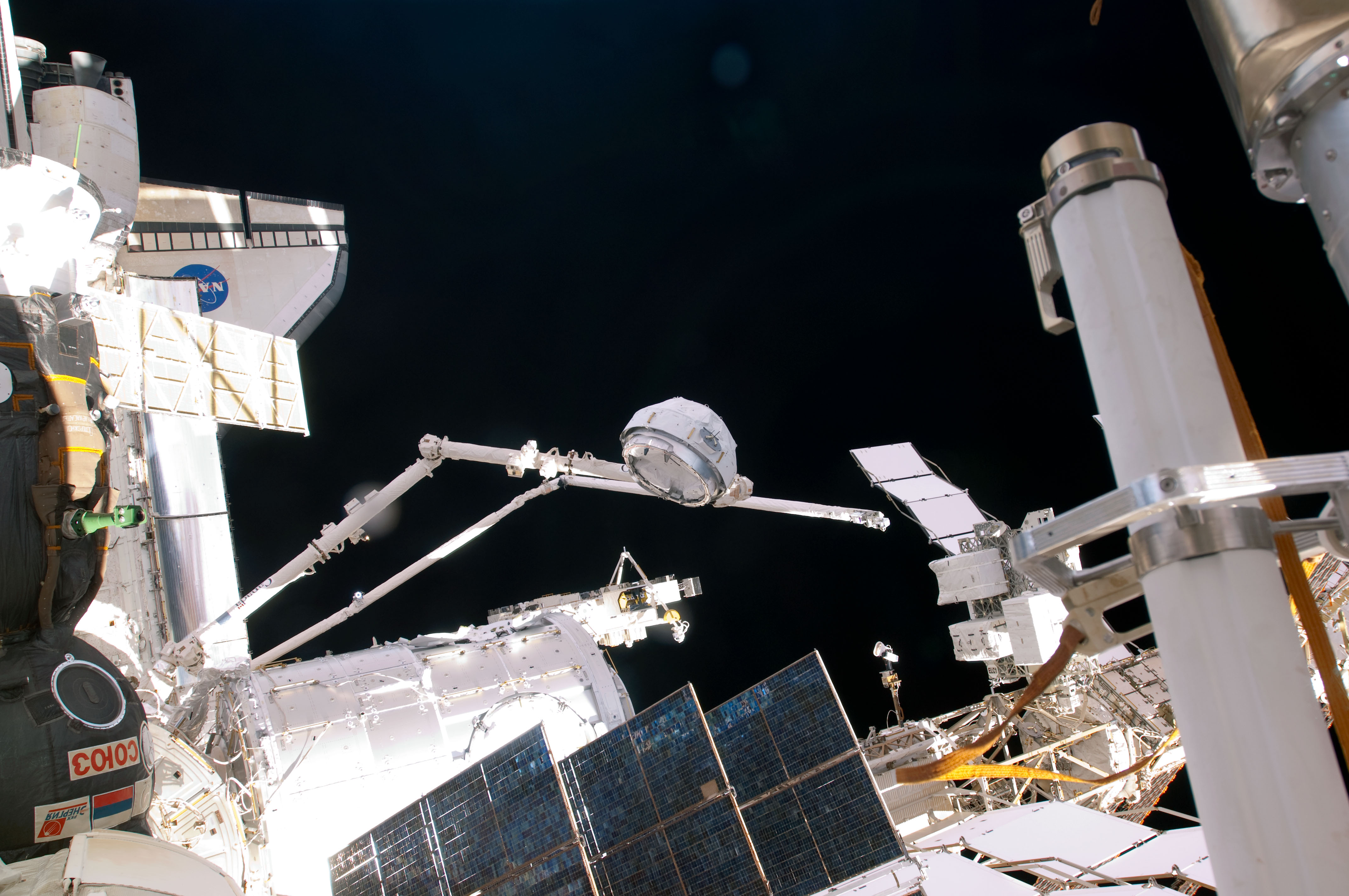
La Cupola viene spostata tramite il braccio robotico della stazione spaziale per essere posizionata sul lato rivolto verso la Terra nadir del modulo Tranquility

In questa giornata Cupola è stata spostata, dalla locazione in cui era posta durante il lancio, verso la sua locazione definitiva, ovvero nella parte rivolta verso la terra di Tranquillity. Cupola è stata mossa dal braccio robotico della stazione, comandato da Kay Hire e Terry Virts. Il comandante della stazione Jeff Williams ha assistito le operazioni rimuovendo i bulloni e i blocchi che tenevano assicurata la Cupola, e poi fissandola nella sua nuova posizione. Dopo questo spostamento, sono proseguiti i lavori di allestimento. Durante queste attività, gli altri membri dell'equipaggio hanno continuato il trasferimento di materiali dallo shuttle alla stazione. Bob Behnken e Nick Patrick hanno preparato gli strumenti che sarebbero stati impiegati nella terza passeggiata spaziale prevista per il decimo giorno di missione.

### Martedì 16 febbraio (9º giorno)

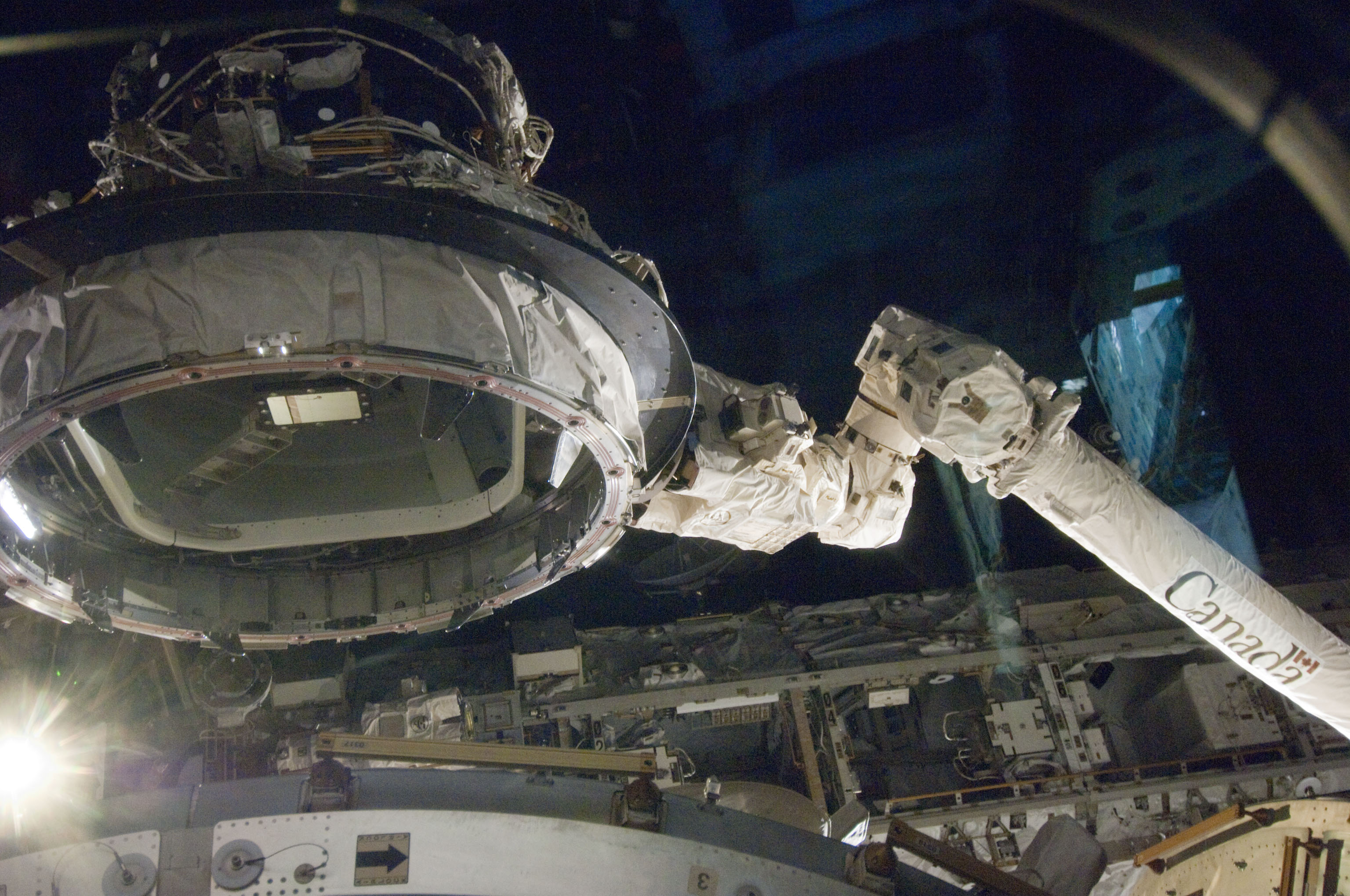
Riposizionamento del PMA-3 all'estremità del modulo Tranquility

In questa giornata, l'operazione più importante è stata quella relativa alla rilocazione del modulo pressurizzato PMA-3 dal modulo Harmony, dove era posizionato temporaneamente, all'estremità del modulo Tranquility. Questa operazione è stata effettuata utilizzando il braccio meccanico SSRMS.
È stato inoltre aperto il portello di Cupola ed è iniziato il suo allestimento interno.
Il PMA-3 fornirà protezione dai micrometeoriti e detriti spaziali. Mentre gli astronauti Bob Behnken, Nick Patrick, Jeff Williams e Soichi Noguchi, spostavano il PMA-3, Kay Hire e Terry Virts hanno continuato l'allestimento della Cupola. I due equipaggi hanno successivamente pranzato assieme e si sono riposati nella seconda parte della giornata. Prima di andare a dormire, l'equipaggio ha ripassato le procedure per la passeggiata spaziale del giorno successivo. In preparazione alla passeggiata spaziale, Patrick e Behnken hanno trascorso le ore di riposo nell'airlock Quest, parzialmente depressurizzato, per abituarsi alle condizioni ambientali che avranno durante la passeggiata spaziale.

### Mercoledì 17 febbraio (10º giorno)
Grazie alla terza passeggiata spaziale, gli astronauti hanno potuto rimuovere gli schermi protettivi di Cupola rendendola di fatto operativa. Le attività hanno incluso la connessione dei cavi dati e dei tubi per il riscaldamento per il PMA-3, la rimozione dei rivestimenti termici e i blocchi della Cupola, l'installazione di corrimani sull'esterno del modulo Tranquility. Durante queste operazioni non sono stati registrati problemi relativi ai vari meccanismi.
L'EVA ha avuto inizio alle 9:15 p.m. EST per terminare 5 ore e 48 minuti più tardi.
Bob Behnken ha inoltre collegato il secondo circuito di raffreddamento e disconnesso un cavo di potenza temporaneo dal modulo Tranquility. Dopo la rimozione dei blocchi, Terry Virts ha aperto la finestra della Cupola per la prima volta.

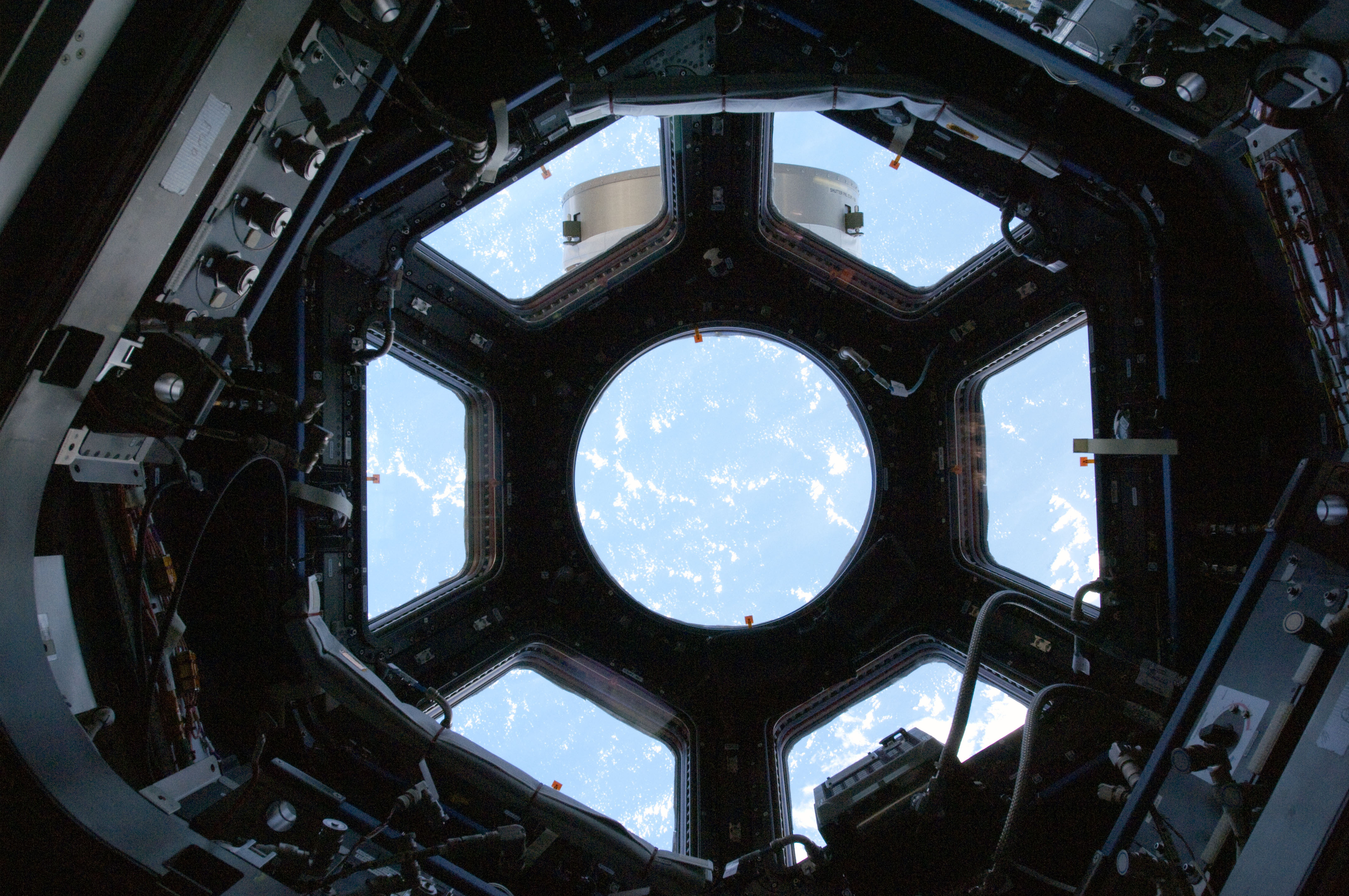
La Cupola
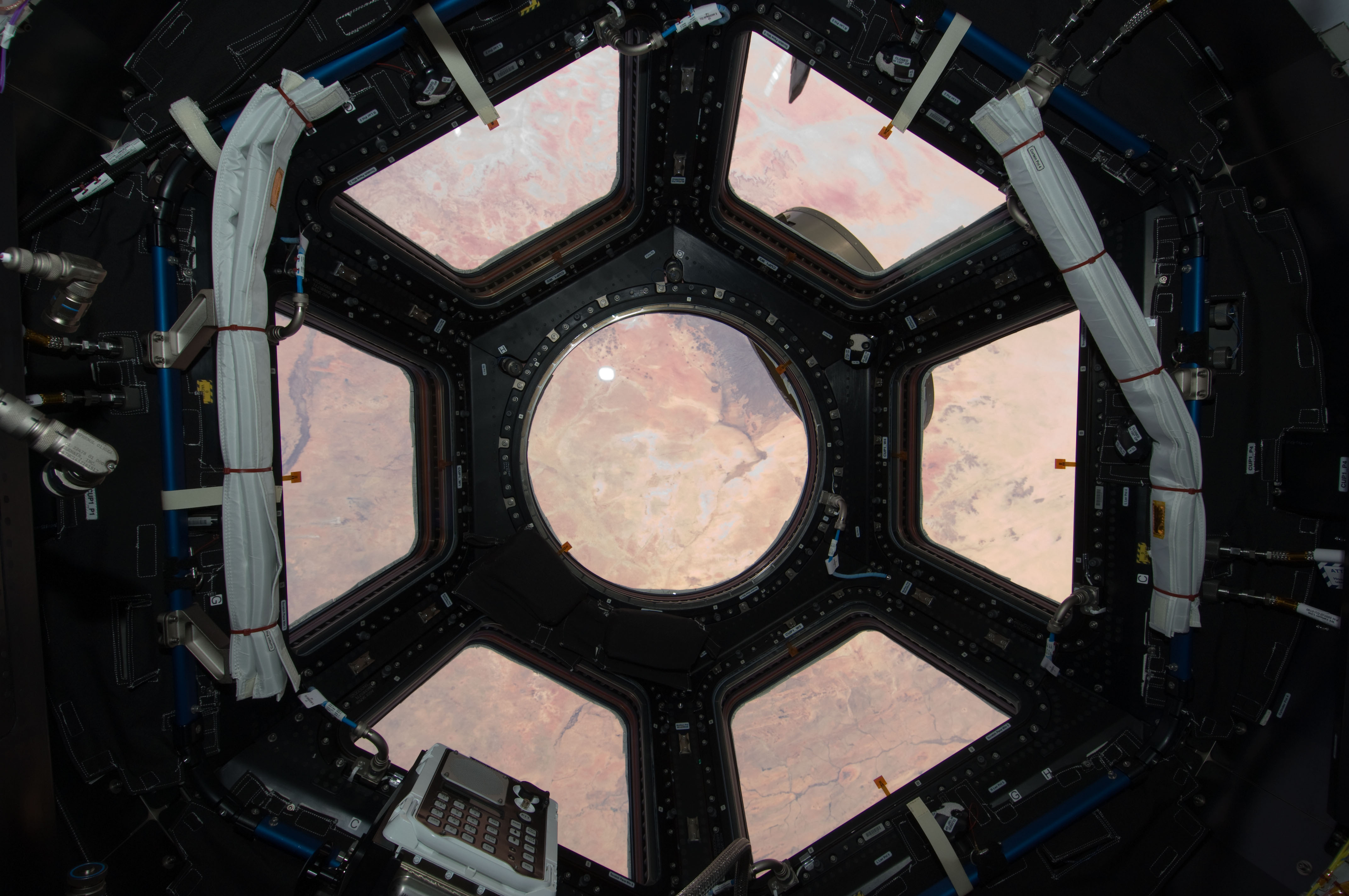
Immagine del deserto del Sahara ripresa dalla Cupola
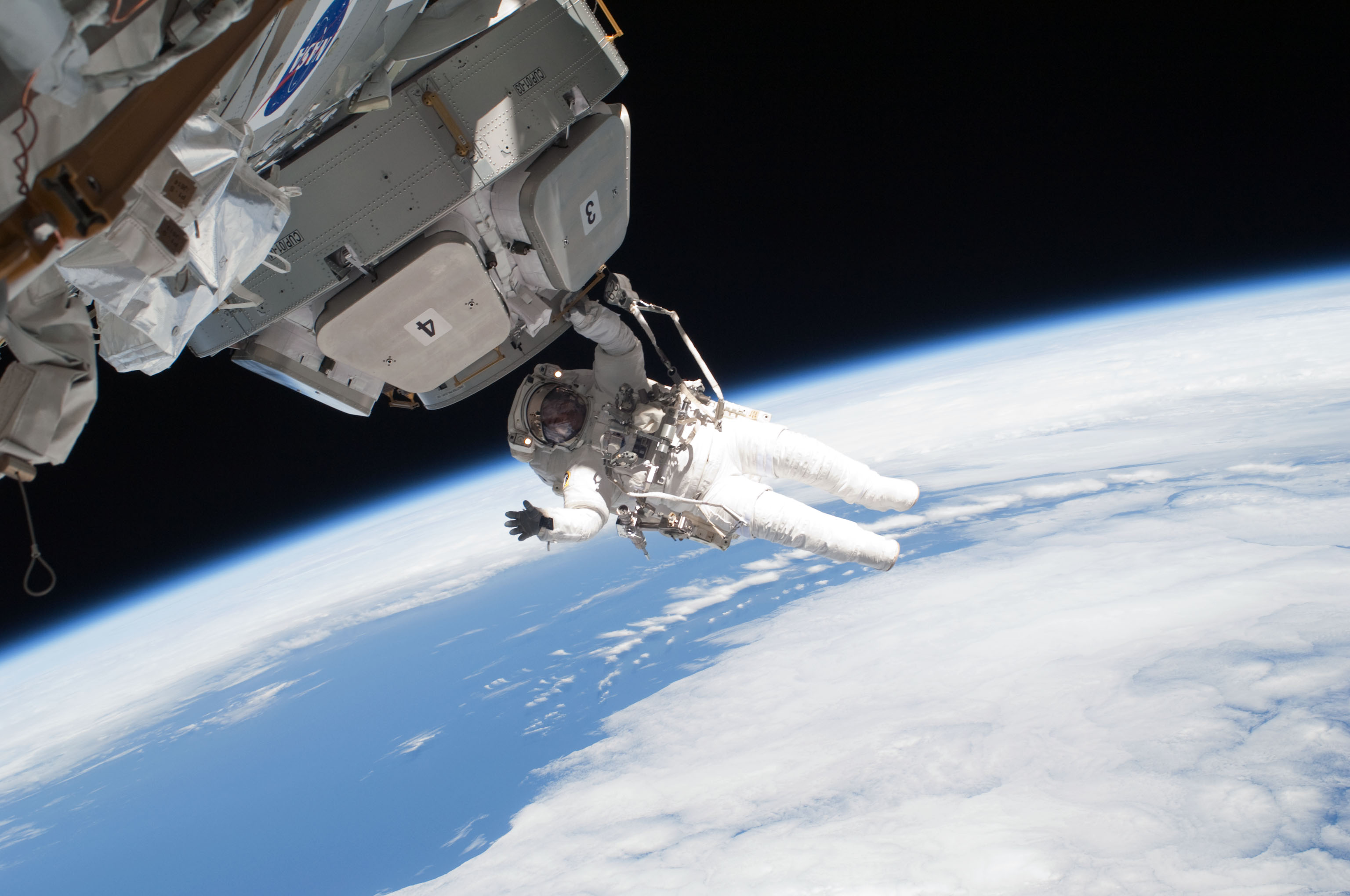
L'astronauta Nick Patrick all'esterno della Cupola durante la terza passeggiata spaziale
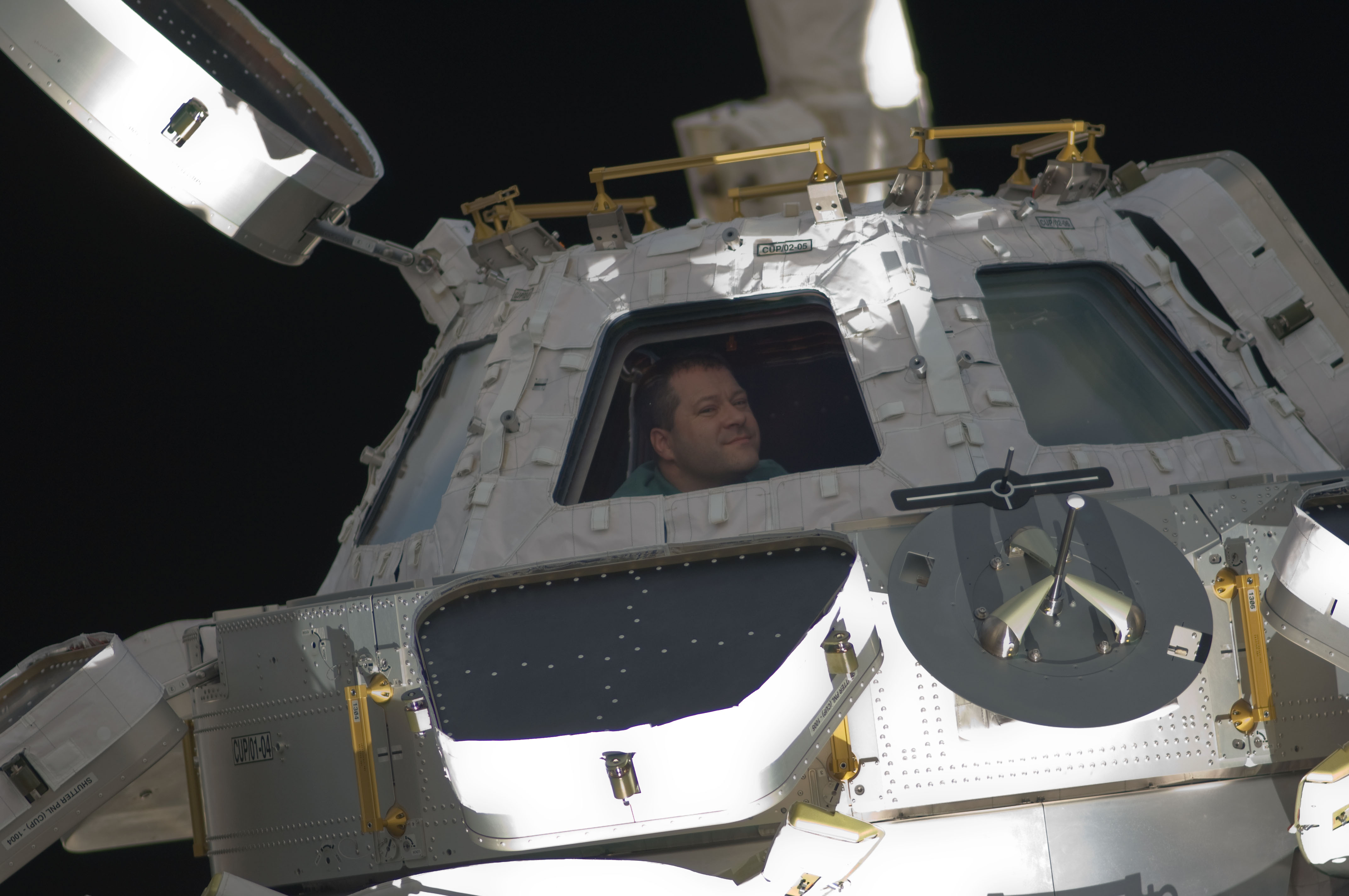
L'astronauta Nick Patrick ammira la vista dall'interno della Cupola

### Giovedì 18 febbraio (11º giorno)
In questa giornata gli astronauti hanno ricevuto la telefonata del Presidente degli Stati Uniti Barack Obama. Il Presidente ha assicurato l'impegno dell'amministrazione nel finanziamento della NASA per la ricerca scientifica. "Vogliamo farvi sapere che l'incredibile lavoro svolto sulla stazione spaziale internazionale, non solo dai nostri astronauti americani, ma anche dai nostri colleghi del Giappone e della Russia, è una testimonianza dell'ingegnosità umana, una testimonianza delle vostre straordinarie capacità e del vostro coraggio, ed è anche una testimonianza del perché l'esplorazione spaziale è così importante", ha affermato Obama, "è il motivo per cui il mio impegno verso la NASA è incrollabile".
Terminata la telefonata si è provveduto a spostare alcune attrezzature nel Nodo Tranquillity. Sono state trasferite, infatti, l'apparecchiature di riciclo delle urine (ECLSS), dei refrigeratori e una toilette. Il trasferimento di queste attrezzature ha permesso di liberare il modulo Destiny che verrà interamente dedicato a laboratorio di ricerca.
Sono stati infine accesi i motori RCS dell'Endeavour per innalzare l'orbita della stazione di 2 km.

### Venerdì 19 febbraio (12º giorno)
L'equipaggio della missione STS-130 ha completato il trasferimento di materiali dallo shuttle alla stazione. In seguito i due equipaggi hanno partecipato ad una conferenza stampa congiunta. Il comandante della stazione spaziale Jeff Williams e il comandante della missione STS-130 George Zamka hanno partecipato ad una cerimonia di inaugurazione del modulo Cupola
In seguito, i due equipaggi hanno pranzato assieme e hanno partecipato alla consueta cerimonia di commiato. In seguito l'equipaggio dello shuttle è rientrato nell'Endeavour e sono stati chiusi i portelli tra la stazione e la navetta spaziale.
Nel resto della giornata l'equipaggio dello shuttle ha effettuato i preparativi per lo sgancio dalla stazione.

### Sabato 20 febbraio (13º giorno)
Alle ore 7:54 p.m. EST di venerdì 19 febbraio 2010, dopo nove giorni di volo unito, lo Space Shuttle Endeavour si è staccato dalla Stazione Spaziale Internazionale. In seguito, il pilota Terry Virts ha portato lo shuttle ad una distanza di 400 piedi (120 m) e ha iniziato il consueto volo attorno alla stazione. Successivamente, Virts ha impiegato i propulsori di manovra per allontanarsi dalla stazione. L'equipaggio ha impiegato il resto della giornata conducendo l'ispezione del sistema di protezione termica dello Shuttle. Con questa missione si è quindi terminata la costruzione del Segmento Statunitense dell'ISS, dopo oltre 11 anni di lavoro di assemblaggio.
Il resto della giornata è stato dedicato alla preparazione della navetta e dell'equipaggio per il rientro sulla terra.

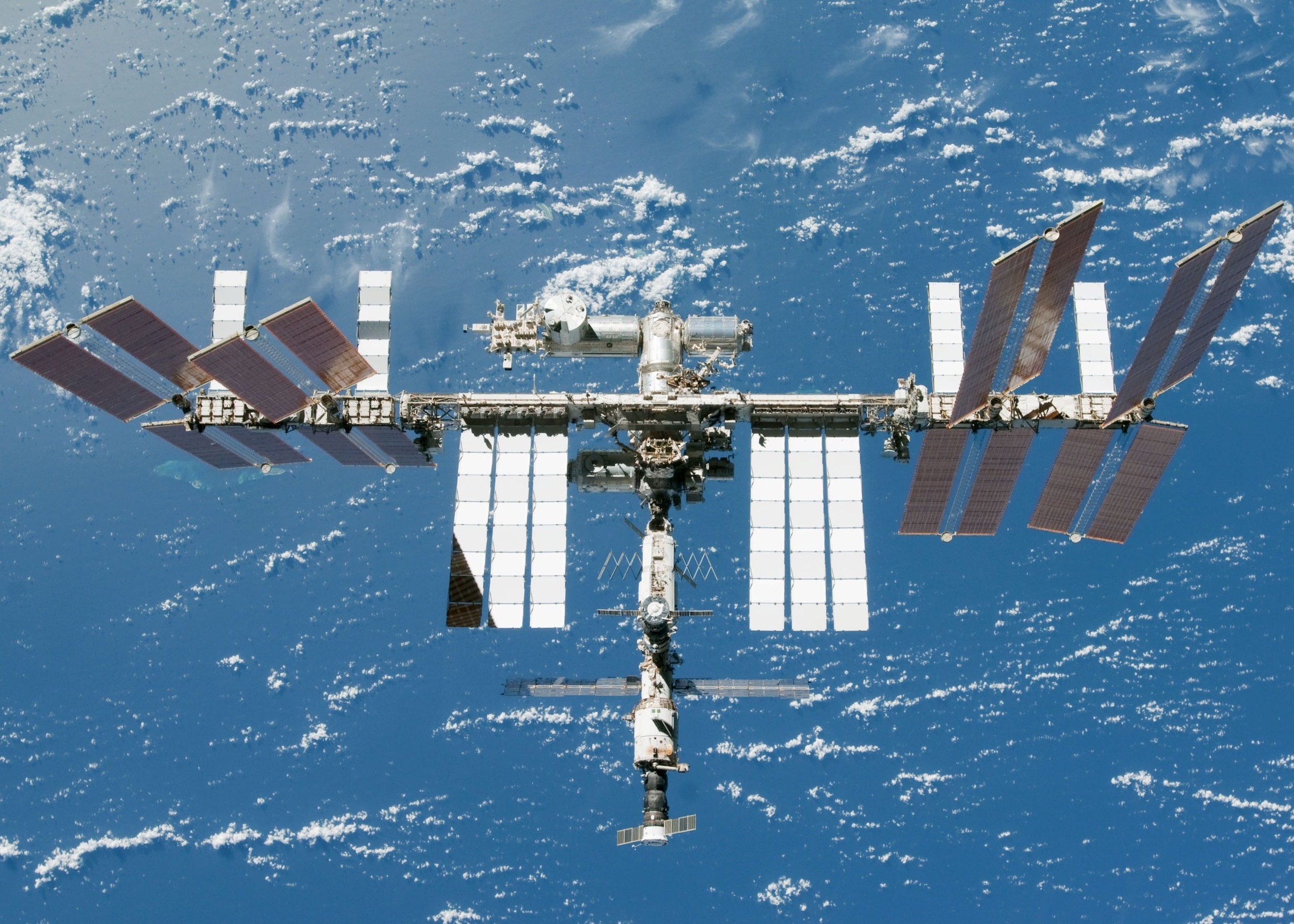
Immagine della Stazione Spaziale Internazionale ripresa dall'Endeavour dopo il distacco
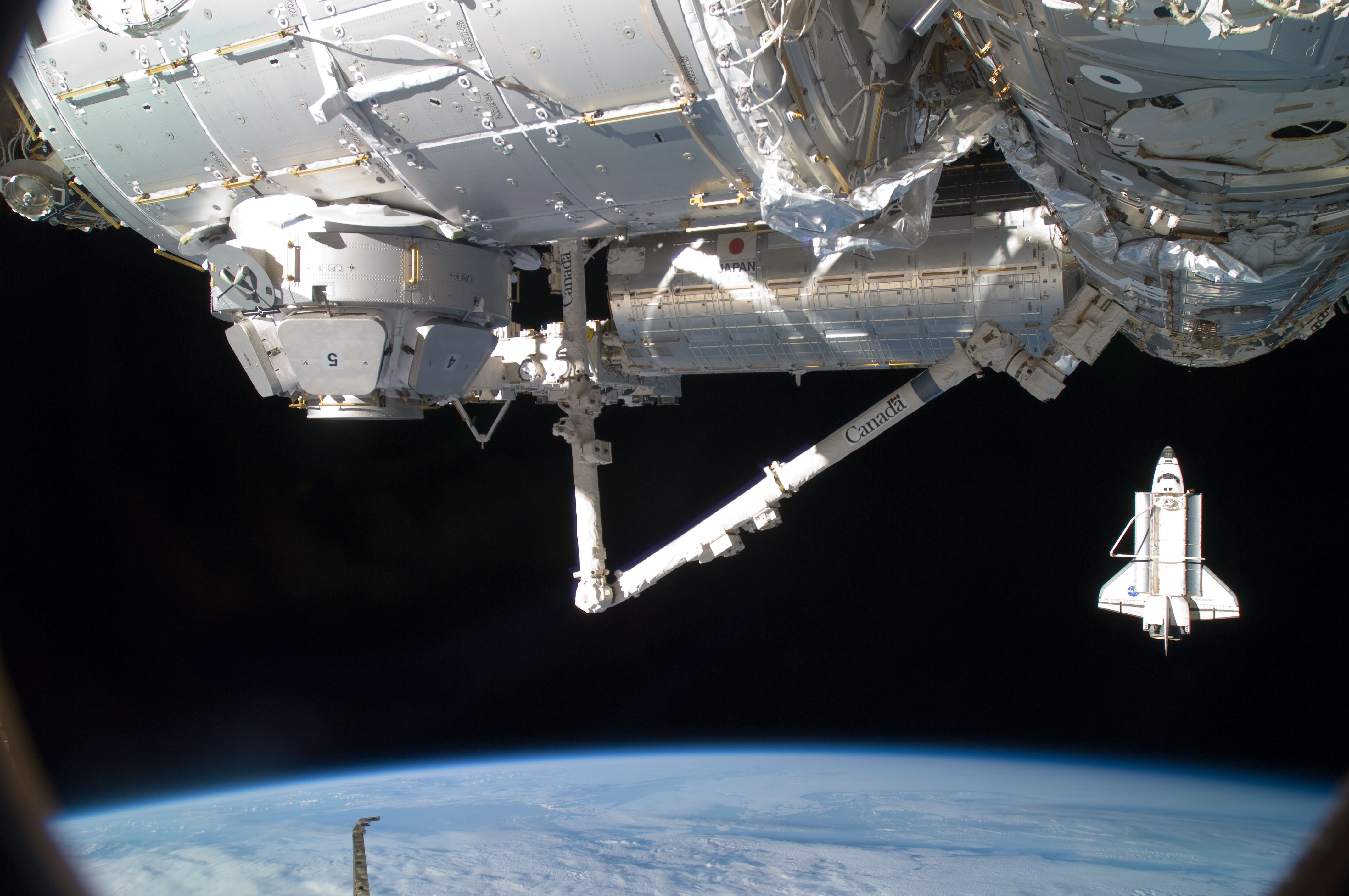
L'Endeavour ripreso dalla stazione spaziale dopo il distacco
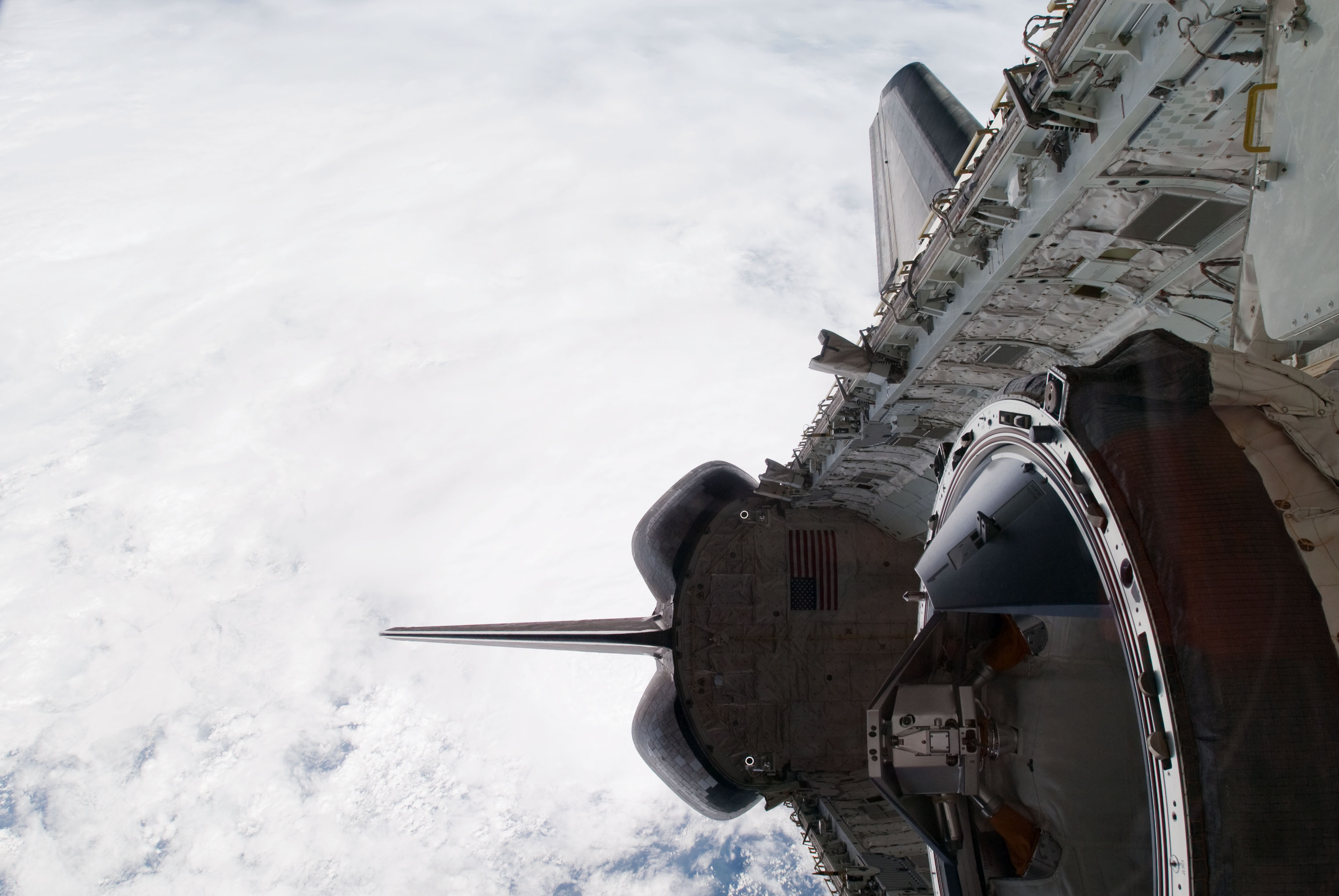
Lato di babordo della stiva di carico dell'Endeavour dopo il distacco dalla stazione

### Domenica 21 febbraio (14º giorno)
L'equipaggio della STS-130 ha iniziato i preparativi per l'atterraggio.
In particolare il comandante George Zamka e il pilota Terry Virts, con l'aiuto dello specialista di missione e ingegnere di volo Stephen Robinson, hanno controllato il Flight Control System (FCS) e il Reaction Control System (RCS). 
Successivamente sono stati condotti test del sistema di comunicazione con il controllo missione attraverso le stazioni di Merit Island, White Sands Space Harbor e Edwards Air Force Base. 
Il resto dell'equipaggio ha stivato materiali e strumenti che non erano più necessari per la missione. Durante la prima parte della giornata Stephen Robinson e Terry Virts hanno stivato e disattivato il braccio robotico dello Shuttle. Nel resto della giornata, l'equipaggio ha partecipato ad interviste con i giornalisti.

### Lunedì 22 febbraio (15º giorno, atterraggio)
L'equipaggio dell'Endeavour ha iniziato la giornata continuando i preparativi per l'atterraggio, tra cui la chiusura dei portelloni della stiva di carico, attivando le Auxiliary Power Unit e vestendo le tute spaziali usate per le fasi di lancio e di atterraggio. 
Il comandante George Zamka e il pilota Terry Virts hanno attivato i propulsori OMS per rallentare l'Endeavour di 200 ft/s (220 km/h) e iniziare l'ingresso atmosferico. 
Alle ore 22:22:10 EST (03:22:10 UTC), lo Space Shuttle Endeavour ha fatto il suo rientro atterrando sulla pista 15 del John F. Kennedy Space Center.

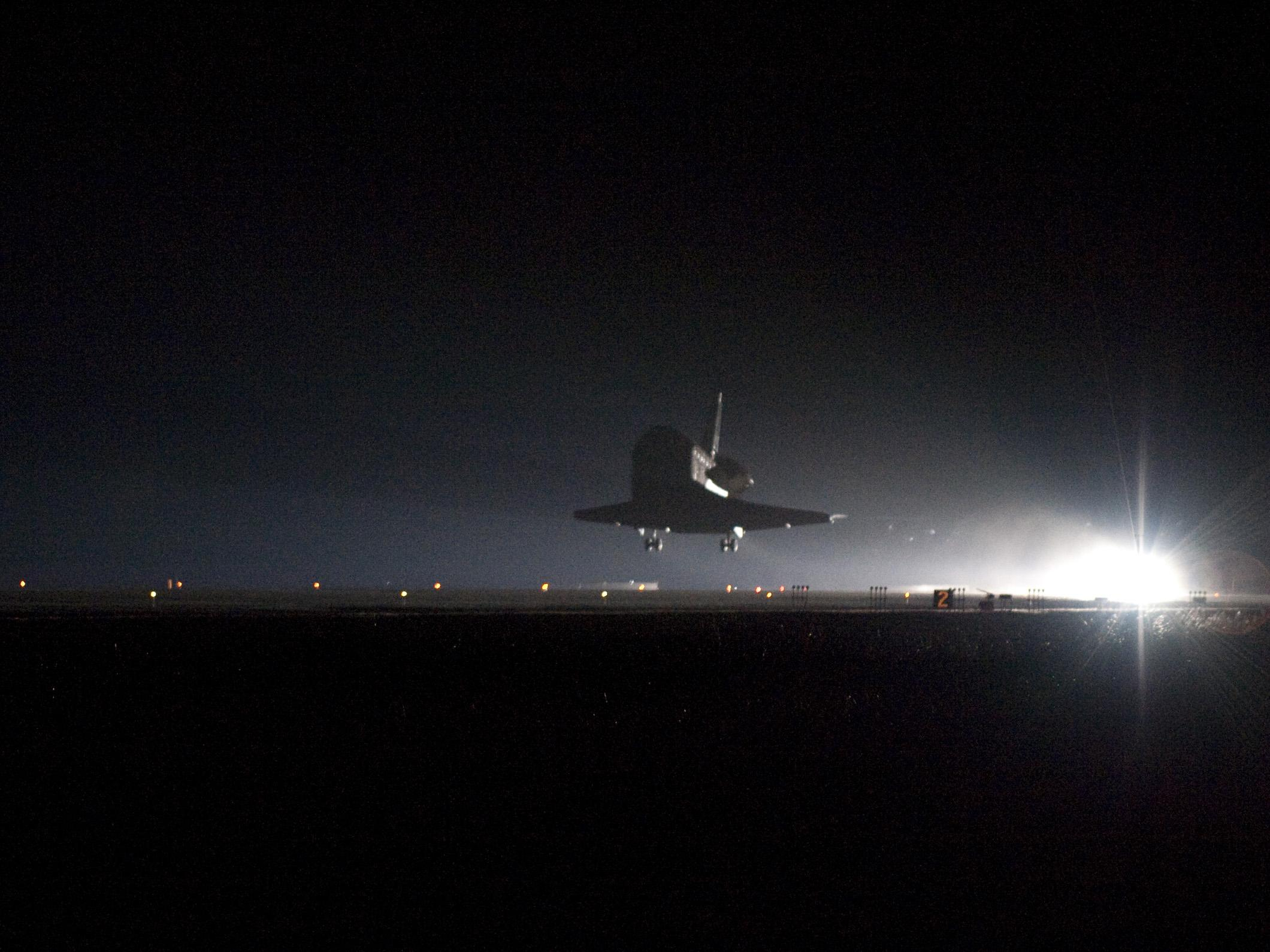
Lo Space Shuttle Endeavour tocca terra alla Shuttle Landing Facility del Kennedy Space Center
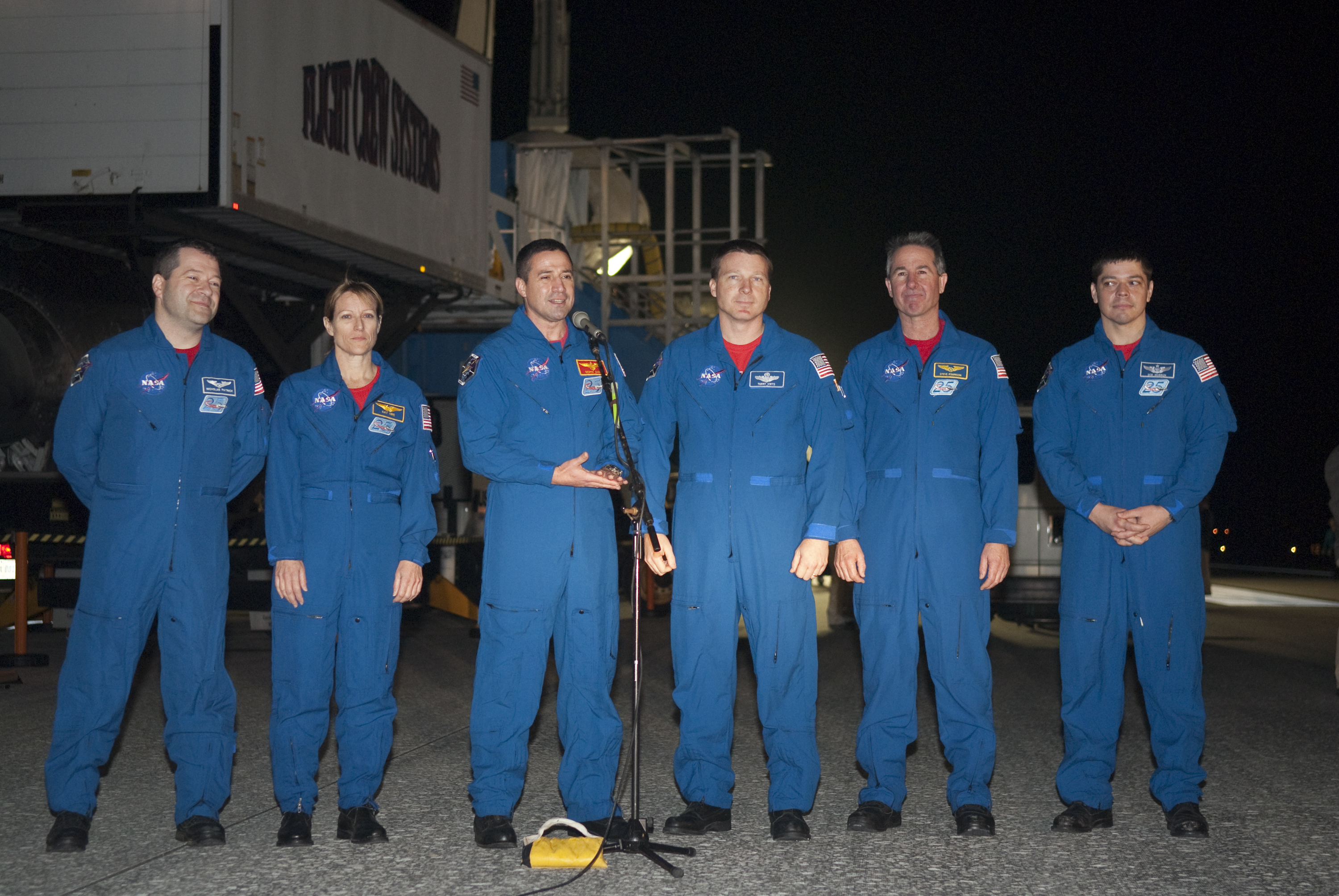
L'equipaggio dopo l'atterraggio

### Attività extraveicolari
|       | Astronauta                         | Inizio                    | Fine                      | Durata          | Missione |
| ----- | ---------------------------------- | ------------------------- | ------------------------- | --------------- | --- |
| EVA 1 | Robert L. Behnken Nicholas Patrick | 12 febbraio 2010 2:17 UTC | 12 febbraio 2010 8:49 UTC | 6 ore 32 minuti | Behnken e Patrick hanno rimosso una copertura protettiva nella parte di babordo del modulo Unity dove il modulo Tranquility è stato temporaneamente agganciato durante la passeggiata spaziale. Successivamente sono stati rimossi i blocchi e hanno disconnesso Tranquility dallo space shuttle. Rimozione di un componente di scorta dal braccio robotico della stazione. Riconnessione del modulo Tranquility con la stazione spaziale. |
| EVA 2 | Robert L. Behnken Nicholas Patrick | 14 febbraio 2010 2:20 UTC | 14 febbraio 2010 8:14 UTC | 5 ore 54 minuti | Behnken e Patrick hanno installato le tubature di raffreddamento per l'ammoniaca tra i moduli Unity, Destiny e Tranquility e le hanno protette con coperture per l'isolamento termico. Hanno preparato il lato del modulo Tranquility per il successivo aggancio della Cupola. |
| EVA 3 | Nicholas Patrick Robert L. Behnken | 17 febbraio 2010 2:15 UTC | 17 febbraio 2010 8:03 UTC | 5 ore 48 minuti | Behnken e Patrick hanno attivato i circuiti di raffreddamento tra i moduli Unity e Tranquility, rimosso le protezioni isolanti e i blocchi dal nuovo componente Cupola e installato dei corrimano esterni sul modulo Tranquility |

## Risveglio
Come tradizione per tutti i voli NASA a partire dal Programma Gemini, per ogni giorno di missione, l'equipaggio della STS-130 ha ascoltato un particolare brano musicale scelto da un astronauta, che per lui ha un particolare significato.
- Giorno 2: Give Me Your Eyes di Brandon Heath, per Terry Virts. WAV MP3
- Giorno 3: Katmandu di Bob Seger, per George Zamka. WAV MP3
- Giorno 4: Così parlò Zarathustra di Richard Strauss, per Nicholas Patrick. WAV MP3
- Giorno 5: Beautiful Day degli U2, per Kathryn Hire. WAV MP3
- Giorno 6: The Ballad of Serenity di Sonny Rhodes, per Robert Behnken. WAV MP3
- Giorno 7: Too Much Stuff di Delbert McClinton, per Stephen Robinson. WAV MP3
- Giorno 8: Forty Years On di Edward Ernest Bowen e John Farmer, per Nicholas Patrick. WAV MP3
- Giorno 9: Parabola dei Tool, per Robert Behnken. WAV MP3
- Giorno 10: Window on the World di Jimmy Buffett, per Kathryn Hire. WAV MP3
- Giorno 11: Oh Yeah di Johnny A., per Stephen Robinson. WAV, MP3
- Giorno 12: I'm Gonna Be (500 Miles) di Steven Curtis Chapman, per Terry Virts. WAV, MP3
- Giorno 13: In Wonder dei Newsboys, per Terry Virts. WAV MP3
- Giorno 14: The Distance dei Cake, per l'intero equipaggio. WAV MP3
- Giorno 15: Inno dei Marines, per George Zamka. WAV MP3